# Laigneville
Laigneville [lɛɲvil] (auch: Laigneville-sur-Brêche) ist eine französische Gemeinde mit 4846 Einwohnern (Stand: 1. Januar 2022) im Département Oise in der Region Hauts-de-France. Sie gehört zum Arrondissement Clermont und zum Kanton Nogent-sur-Oise. Laigneville ist der Sitz des Gemeindeverbands Communauté de communes du Liancourtois. 

## Geographie

### Lage
Laigneville liegt etwa 40 Kilometer nördlich von Paris am Fluss Brèche. Laigneville liegt an der früheren Route nationale 16, der Bahnhof befindet sich an der Bahnstrecke Paris–Lille.

### Nachbargemeinden
|                       | Cauffry                                     |                   |
| Rousseloy             | Kompassrose, die auf Nachbargemeinden zeigt | Monchy-Saint-Éloi |
| Saint-Vaast-lès-Mello | Nogent-sur-Oise                             |                   |

## Geschichte
Laigneville ist zwischen dem 6. und 7. Jahrhundert entstanden. 

### Bevölkerungsentwicklung
| Jahr      | 1962 | 1968 | 1975 | 1982 | 1990 | 1999 | 2006 | 2011 |
| Einwohner | 2061 | 2367 | 2806 | 2983 | 3604 | 3789 | 3815 | 4168 |

## Sehenswürdigkeiten
Siehe auch: Liste der Monuments historiques in Laigneville
- Kirche Saint-Rémi, im 12. Jahrhundert erbaut auf den Resten des Vorgängerbaus aus der Zeit um 700, seit 1911 Monument historique
- Kapelle Saint-Louis in Sailleville
- Kommende des Templerordens, 1209 erbaut, nach der Liquidation des Templerordens vom Johanniterorden übernommen, seit 1988 Monument historique
- Waschhaus
- Wassermühlen von Sailleville, der Templerkommende und von Caucriaumont
- Altes Rathaus von Sailleville

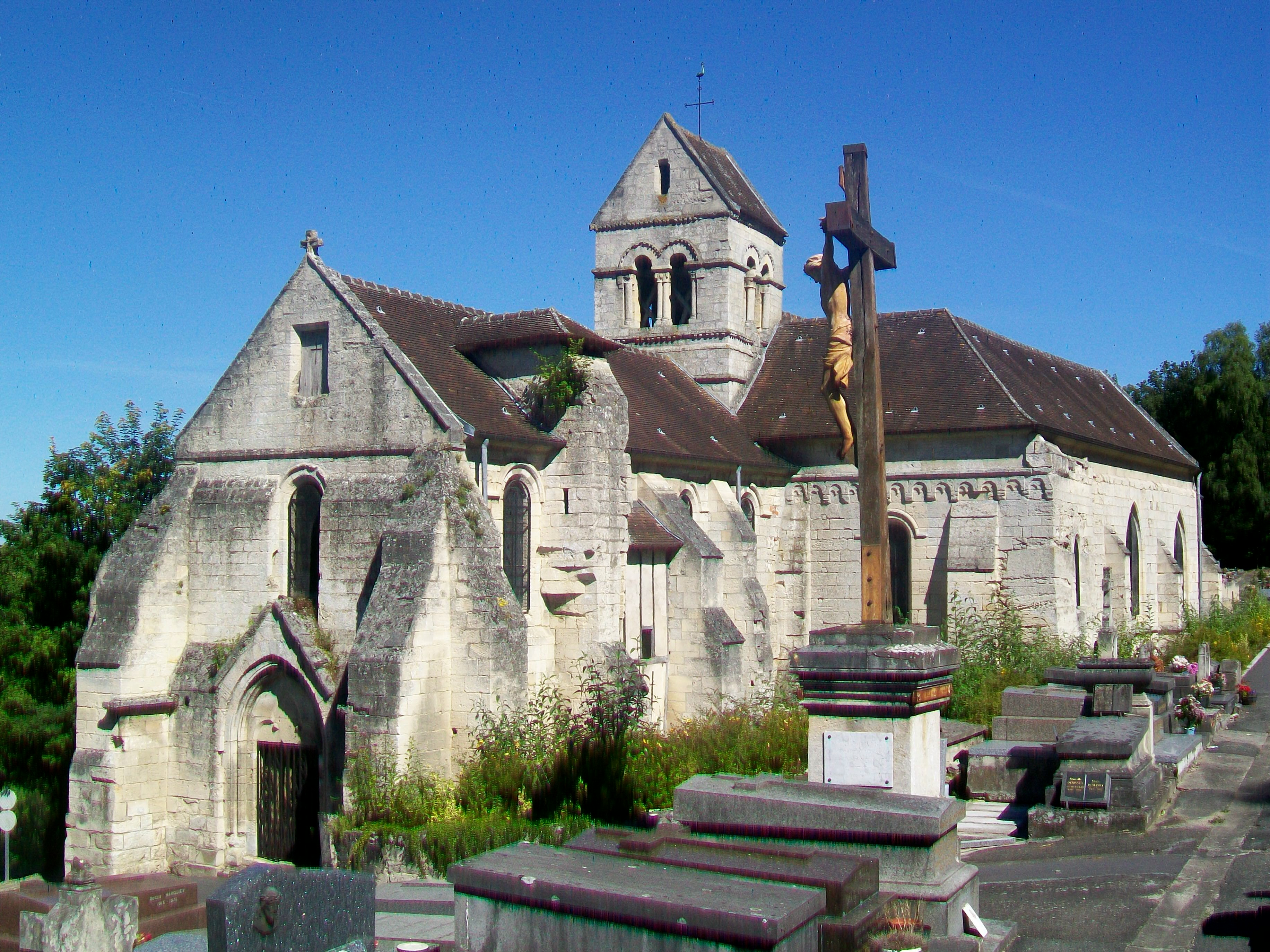
Kirche Saint-Rémi
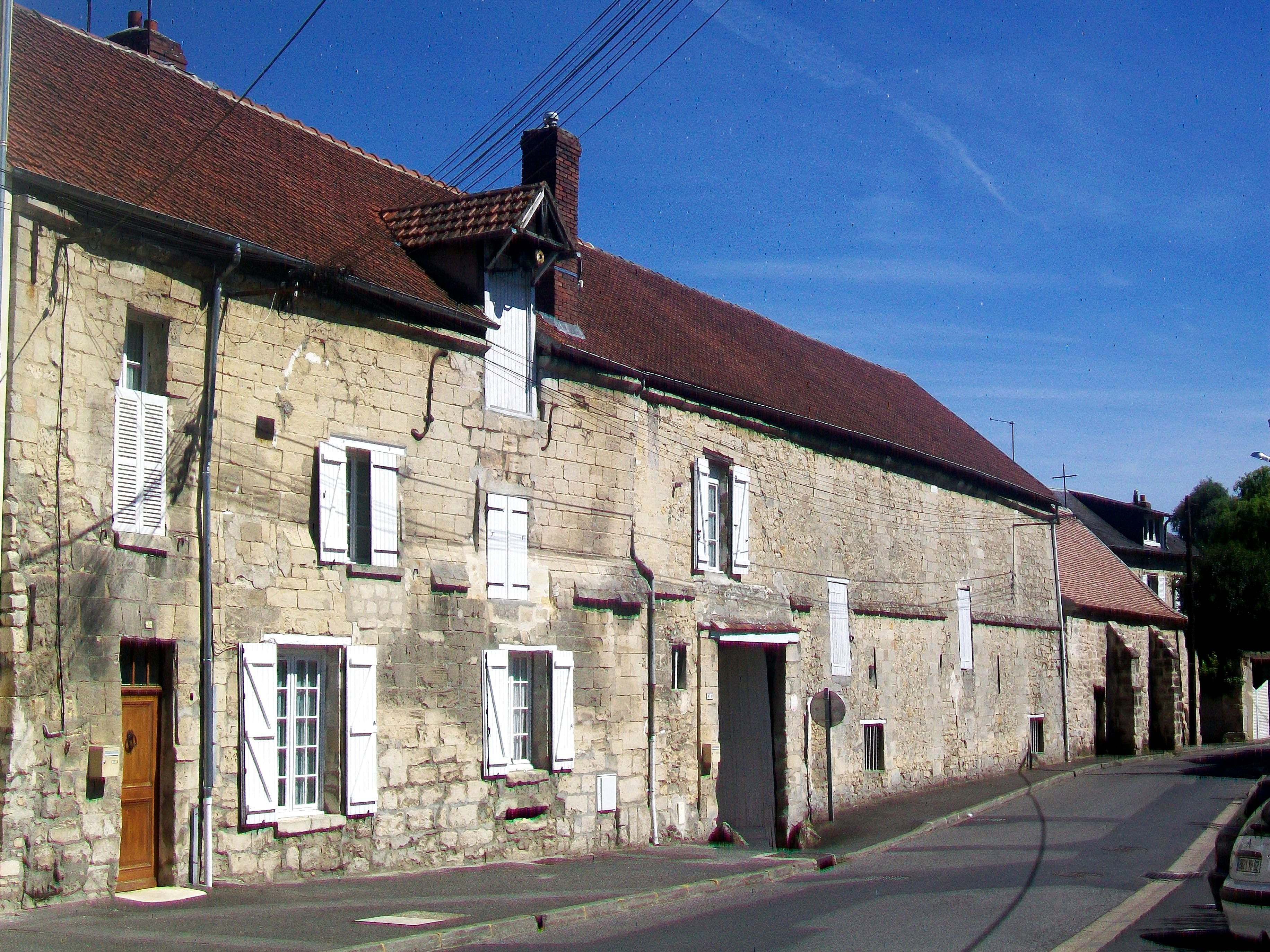
Ehemalige Kommende des Templerordens
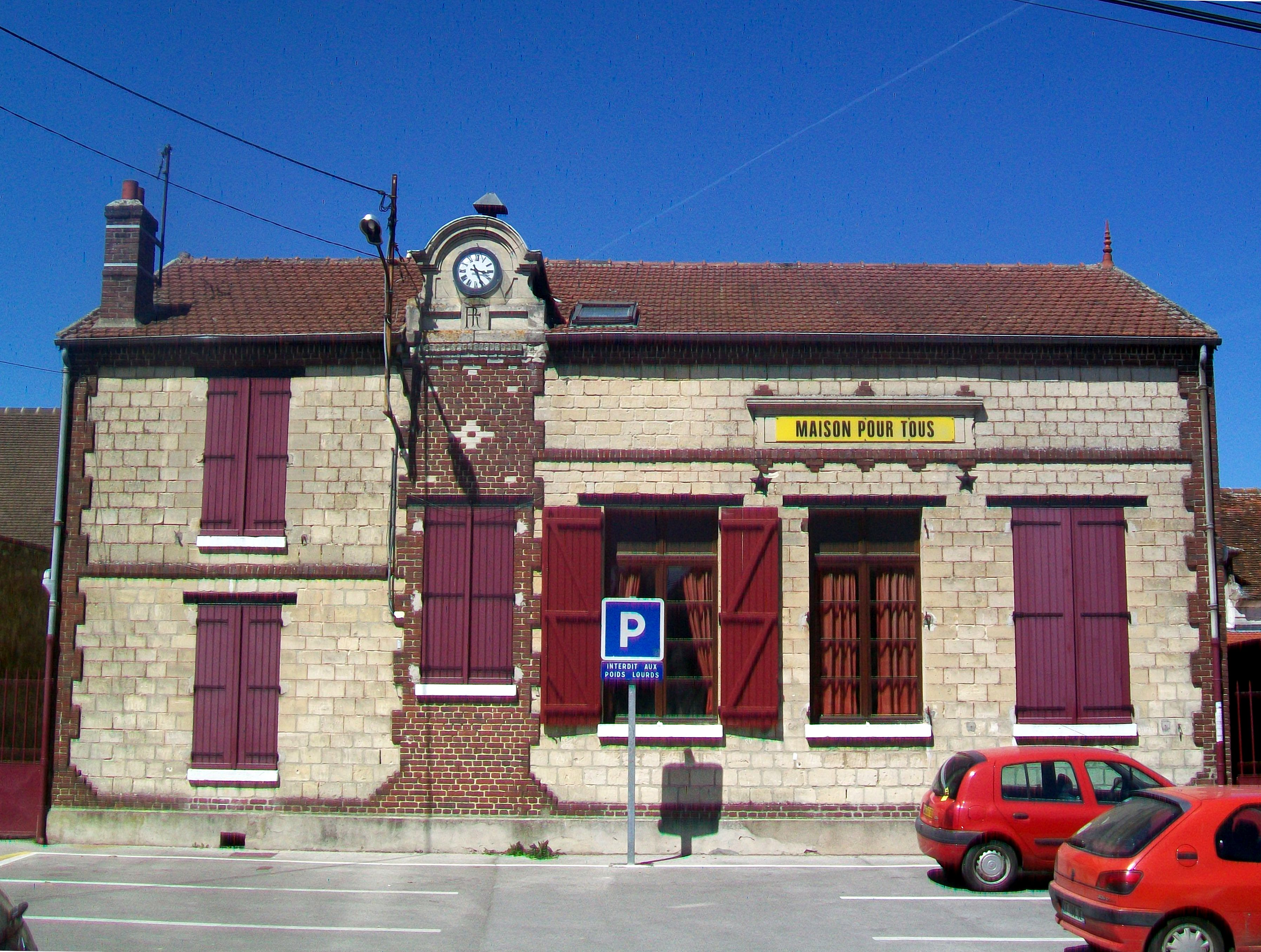
Altes Rathaus von Sailleville

## Persönlichkeiten
- Ernest Puget (1836–vermutlich 1872), befehligte einen Teil der Pariser Kommune, bei der Schlacht um Paris vermutlich gefallen, 1873 in Abwesenheit zum Tode verurteilt